# Zenelor, Ismail
Zenelor (în ucraineană Дзинілор, transliterat: Dzînilor, în rusă Дзинилор, transliterat: Dzinilor) este un sat în comuna Șichirlichitai din raionul Ismail, regiunea Odesa, Ucraina.